# Marlos Nobre
Marlos Nobre de Almeida (Recife, 18 de fevereiro de 1939 – Rio de Janeiro, 2 de dezembro de 2024) foi um pianista, maestro e compositor brasileiro.

## Biografia
Estudou com Padre Jaime C. Diniz, Camargo Guarnieri, H. J. Koellreutter, Alberto Ginastera, Olivier Messiaen, Luigi Dallapiccola, Bruno Maderna e Aaron Copland.
Em 2005 Marlos Nobre recebeu por unanimidade o importante Prêmio Tomás Luís de Victoria da SGAE - Sociedad de Derechos de Autor, em Madrid na Espanha, concedido  por unanimidade pela primeira vez em sua história. Na entrega do prêmio foi lançado na Espanha o livro Marlos Nobre: El sonido del realismo mágico, de Tomás Marco, editado pela Fundación Autor de Madrid, 222 páginas.
O catálogo completo de obras de Marlos Nobre alcança no presente um total de 246 obras, todas editadas por sua própria editora, a Marlos Nobre Edition.
Algumas de suas obras também são editadas pela Editions Max Echig e Boosey & Hawkes. Ocupou no Rio de Janeiro a direção musical da Rádio MEC (1971) e do Instituto Nacional de Música da Fundação Nacional de Arte do Brasil (1976). Entre 1985 e 1987 foi  Presidente do International Music Council of UNESCO, em Paris, passando também a dirigir  Fundação Cultural de Brasília Distrito Federal em 1988 s 1990. Foi diretor musical da Radio MEC.
Recebeu encomendas da Universidade de Indiana (Indiana, U.S.A.), da Universidade de Yale (U.S.A), da Texas Christian University (U.S.A.). 
Foi o primeiro brasileiro a reger a Royal Philharmonic Orchestra de Londres, em 1990. Entre outras orquestras regeu a Orchestre Philharmonique de l'ORTF em Paris; l´Orchestre de la Suisse Romande; l'Orchestre de l'Opéra de Nice, France; Orquesta Filarmónica del Teatro Colón em Buenos Aires, Orquesta Sinfónica no México, Orquesta Sinfónica de Cuba. Atualmente ocupa a cadeira nº 1 da Academia Brasileira de Música. Foi professor visitante da Universidade Yale, da Juilliard School, da University of Texas e da Indiana University. Suas obras no total de 160 composições são publicadas pelas editoras Max Eschig (Paris), Boosey & Hawkes (Inglaterra) e Marlos Nobre Edition Rio de Janeiro. Na atualidade é diretor musical e regente titular da Orquestra Sinfônica do Recife.
Em 2019 escreveu seu Concerto para cello e orquestra nº 1 estreado pelo célebre violoncelista Antonio Meneses e executado pelas Orquestras OSESP (Orquestra Sinfônica do Estado de São Paulo), a Orquestra Gulbenkian de Portugal, a Orquestra de Minas Gerais, a Orquestra Petrobras Sinfônica e a Orquestra Filarmônica de Goiás.
Regeu todas as Sinfonias de Beethoven em 2020 com a Orquestra Sinfônica do Recife no Teatro de Santa Isabel em Pernambuco ao lado da Sagração da Primavera de Stravinski, o Concerto para orquestra de Béla Bartók.
Nobre morreu no dia 2 de dezembro de 2024, aos 85 anos.

## Principais obras
Música orquestral
- Concertino para piano e orquestra de cordas (1959)
- Musicamera para orquestra de câmara (1962)
- Convergências para orquestra (1968)
- Concerto Breve para piano e orquestra (1969)
- Ludus instrumentalis para orquestra de câmara (1969)
- Biosfera para orquestra de cordas (1970)
- In Memoriam para orquestra(1973)
- Xingu para orquestra(1989)
- Divertimento para piano e orquestra (1965)
- Desafio VII para piano e orquestra de cordas (1968)
- Concerto Breve para piano e orquestra (1969)
- Concerto para cordas nº 1 (1976)
- Concerto para cordas nº 2 (1981)
- Abertura Festiva para Orquestra(1982)
- Concerto para piano e orquestra de cordas (1984)
- Concerto para trompete e cordas (1989)
- Concertante do imaginário para piano e orquestra (1989)
- Quatro Danças Latinoamericanas para orquestra de camara (1989)
- Mosaico para orquestra (1970)
- Concerto Duplo para dois violões e orquestra (1995)
- Passacaglia para orquestra (1997)
- Concerto nº 1 para percussão e orquestra (2000)
- Kabbalah para orquestra (2004)
- Cantoria Concertante para orquestra de camara (2007)
- Concerto nº 2 para percussão e orquestra (2009)
- Concerto nº 3 para 2 percussões e orquestra (2011)
- Concerto para Orquestra em 4 movimentos (2011)
- Sacre du Sacre para orquestra (2013)
- Furioso para duas orquestras de cordas (2015)
- Concerto para violoncelo e orquestra (2019)

Música de câmara
- Trio para piano, violino e violoncelo (1960)
- Canticum Instrumentale para flauta, harpa, piano e timpani (1967)
- Quarteto de Cordas nº 1 (1967)
- Rhythmetron para 10 percussionistas (1968)
- Desafio I para viola e piano (1968)
- Desafio II para violoncelo e piano (1968)
- Desafio III para violino e piano (1968)
- Desafio IV para contrabaixo e piano (1968)
- Desafio V para 6 violoncellos (1968)
- Desafio VI para orquestra de cordas (1968/2000)
- Desafio VIII para saxofone e piano (1968)
- Desafio IX para flauta e piano (1968)
- Desafio X para oboé e piano (1968)
- Desafio XI para clarinete e piano (1968)
- Desafio XII para fagote e piano (1968)
- Desafio XIII para trompa e piano (1968)
- Desafio XIV para trompa e piano (1968)
- Desafio XV para trompeta e piano (1968)
- Desafio XVI para tuba e piano (1968)
- Sonâncias I" para piano e percussão (1972)
- Sonâncias II para flauta, violão piano e percussão (1980)
- Fandango para ensemble de 8 violões (1989)
- Sonâncias III para 2 pianos e 2 percussões (1980)
- Quarteto de Cordas nº2 (1985)
- Partita Latina para violoncello e piano (2002)
- Poema I para violino e piano (2002)
- Poema II para viola e piano (2002)
- Poema III para violoncello e piano (2002)
- Poema IV para contrabaixo e piano (2002)
- Poema V para soprano e piano (2002)
- Poema VI para flauta e piano (2002)
- Poema VII para oboé e piano (2002)
- Poema VIII para clarinete e piano (2002)
- Poema IX para fagote e piano (2002)
- Poema X para trompa e piano (2002)
- Poema XI para trompeta e piano (2002)
- Poema XII para trombone e piano (2002)
- Poema XIII para barítono e piano (vocalise) (2002)
- Poema XIV para saxofone alto e piano (2002)
- Poema XV para harmônica e piano (2002)
- Poema XVI para recorder contralto e piano (2002)
- Amazonia Ignota para voz, flauta, piano, percussão (2003)
- Mandala para violino, clarinete e piano (2008)
- Rebossando para quinteto de percussões (2009)
- Opus Lateinamerika para flauta e violão (2009)
- Cantoria I para violocelo solo (2005)
- Cantoria II para violoncelo solo (2005)
- Cantilena I para violoncelo e piano (2009)
- Cantilena II para violoncelo e piano (2009)
- Cantilena III para violoncelo e piano (2009)

Piano
- Homenagem a Ernesto Nazareth (1959)
- Nazarethiana (1960)

Dedicada a Joel Pontes
- Primeiro Ciclo Nordestino (1960)

Dedicada a Mozart e Araujo
- Tema e Variacoes Op. 7 (1961)

dedicada a Nenen Medici
- 16 Variacoes sobre um tema de Fructuoso Vianna (1962)

Dedicada a Waldemar de Oliveira
- Toccatina, ponteio e final Op. 12 (1963)

Dedicada a Antonio Hernandez
- Segundo Ciclo Nordestino (1963)

Dedicado a Carlos e Maria Jose Nobre
- Sonata Breve (1966)

Dedicada a Paloma O'Shea
- Terceiro Ciclo Nordestino (1966)
- Homenagem a Arthur Rubinstein (1973)
- Quarto Ciclo Nordestino (1977)

Dedicado a Leonardo Dantas Silva, Elyanna Caldas Silveira, Josephina Aguiar, Jussiara Albuquerque e Ana Lúcia Altino
- Quatro Momentos (1977)
- Sonata sobre um tema de Bartok (1977)
- Tango (1984)

Dedicado a Arthur Rubinstein
- Sonatina (1984)

Dedicada a Nelson Freire
- Frevo 2 (2002)
- Toccata nº 2 (2006)

Dedicada a Bernardo Scarambone
Violão
- Momentos I, II, III, IV, Prólogo e Toccata (1984)
- Entrada e Tango (1985)
- Sonatina para dois violões (1989)
- Reminiscencias (1991)
- Rememórias (1993)
- Sonata para violão (2011)

Música coral
- Cantata do Chimborazo para solistas, coro e orquestra (1982)
- Columbus para solistas, coro e orquestra (1990)
- Yanomani para tenor, coro e violão (1980)
- Cancioneiro de Lampião para coro a cappella (1980)

Música vocal
- Tres Trovas para soprano e piano (1961)
- Tres Canções para soprano e piano (1962)
- Poemas da Negra para soprano e piano (1962)
- Dengues da Mulata Desinteressada para soprano e piano (1966)
- Canções de Beiramar para barítono e piano (1966)
- Três Canções de Beiramar para soprano e piano (1999)
- O Canto Multiplicado para voz e orquestra de cordas 1972)
- Kleine Gedichte para barítono e piano (2000)

## Prêmios
Recebeu diversos prêmios nacionais e internacionais - sendo o mais recente o Prêmio Tomás Luís de Victória, e atuou como jurado em muitos concursos, citando-se o I Concurso Internacional de Piano Arthur Rubinstein (Israel); o 1º e 2º Concurso Internacional de Composição Alberto Ginastera (Buenos Aires e Las Palmas na Espanha); Reine Marie Elizabeth International Competition for composition, Bruxelles, Belgica; Concurso Internacional de Piano de Santander Espanha do qual foi vice-presidente, e outros.
Foi também condecorado com a Medalha de Ouro de Mérito Cultural de Pernambuco, como Grande Oficial da Ordem do Mérito de Brasília, e como Oficial da Ordre des Arts et des Lettres da França, entre outras condecorações.
Recebeu também o título de professor honoris causa da Universidade Federal de Pernambuco (2010), da University of Texas at Austin e da Universidade de Indiana (Indiana).

## Outras atuações
- Apresenta dois programas na Rádio MEC FM, do Rio de Janeiro, (Música Contemporânea e Linguagem da Música).
- Preside o Comitê Brasileiro de Música do Conseil International de la Musique, a Juventude Musical do Brasil e a Editora Marlos Nobre Edition (editora de todas as obras do compositor).